# August Tuchschmid
 August Tuchschmid (* 13. Juni 1855; † 28. Oktober 1939) war ein Schweizer Physiker. Er war Lehrer und 30 Jahre lang Rektor der Alten Kantonsschule Aarau sowie 47 Jahre lang Physikprofessor.
Tuchschmid war Assistent von Heinrich Friedrich Weber an der ETH Zürich gewesen und promovierte in Physik. 
An der Kantonsschule Aarau, die den Ruf eines liberalen Reformgymnasiums und zusätzlich zur traditionellen Gymnasialausbildung eine Gewerbeschule hatte, an der neue Sprachen und Naturwissenschaften unterrichtet wurden, war er für die Einrichtung eines weit über die Schule hinaus bekannten physikalischen Kabinetts verantwortlich, das mit damals modernsten elektrotechnischen Apparaten ausgestattet war. 
Zu den Schülern der Kantonsschule gehörte 1895/96 auch Albert Einstein. 
Zu eigener Forschung kam Tuchschmid in Aarau nicht wegen seiner Arbeitsauslastung als Rektor, er unterstützte aber seinen Kollegen Friedrich Mühlberg, der Geologe war und Naturgeschichte unterrichtete. Er sammelte Gelder, um Mühlberg als Museumskonservator zu entlasten und die Gründung des Museums für Natur- und Heimatkunde vorzubereiten. Tuchschmid, Mühlberg und der Mathematiker Heinrich Ganter (1848–1915) waren Lehrer von Einstein an der Kantonsschule.
Er hielt viele Vorträge über Physik vor der Aargauischen Naturforschenden Gesellschaft, bei der er auch lange Zeit Vizepräsident und Bibliothekar war, und trug zur Entwicklung des Elektrizitätswerks in Aarau bei. Außerdem gehörte er 28 Jahre lang dem Erziehungsrat von Aarau an.
Das Tuchschmidhaus, das heutige Albert-Einstein-Haus der Kantonsschule Aarau, wurde 1895 eingeweiht und beherbergte das Rektorat und Unterrichtsräume (darunter das Physikalische Kabinett).